# The breakup, part 2
The breakup, part 2 es el 17.º episodio de la serie de televisión norteamericana Gilmore Girls.

## Resumen del episodio
Decidida a no deprimirse por su ruptura con Dean y no hacer caso de las recomendaciones de su madre, Rory se encarga de elaborar una lista con algunas actividades que desea hacer con Lorelai, pero la casi llegada de Dean a Luke's y el intento de Luke de evitar que Dean se acerque a Rory la vuelven a poner un poco triste. Rory se molesta pues todos en el pueblo están pendientes de su reciente ruptura con Dean, y momentos después encuentra la invitación para una fiesta de Madeleine. Lorelai le recomienda para que vaya con Lane, y cuando ambas llegan y las compañeras de Chilton le preguntan por Dean, ella oculta su separación, pero solo a Paris le dice la verdad. Entre tanto, Lorelai le pide el cohe prestado a Sookie y va a visitar a Max para tener una noche de pasión; luego ambos se ponen de acuerdo en que se mantendrán en contacto. Mientras Rory espera a que Lane termine de bailar con un nuevo muchacho coreano llamado Henry, Rory presencia la ruptura entre Tristan y su novia, Summer. En un momento de confusión, Rory se besa con Tristan, pero luego se conmueve y se va. Finalmente, Lorelai llega a casa y encuentra a Rory, quien le dice que está lista para enfrentar su ruptura.

## Curiosidades
- Lorelai le dijo a Rory que fueron 14 horas las de su parto, pero en el episodio Raincoats and recipes, le dijo a Michel que fueron 26.
- El armario está donde antes se encontraba el baño.

- Datos: Q11704443